# Amzia (okręg miejski Nieftiekamska)
Amzia (ros. Амзя) – wieś (sieło) w Rosji, w Baszkortostanie, w okręgu miejskim Nieftiekamska. W 2010 liczyła 4993 mieszkańców.